# Udógrafo
O udógrafo (português europeu) ou udôgrafo (português brasileiro) é um equipamento meteorológico utilizado para medir a precipitação em um determinado período de tempo. Possui um dispositivo de registo das alturas da precipitação em função do tempo.